# Erythrodontium subbiforme
Erythrodontium subbiforme är en bladmossart som beskrevs av Brotherus 1907. Erythrodontium subbiforme ingår i släktet Erythrodontium och familjen Entodontaceae. Inga underarter finns listade i Catalogue of Life.